# Телевидение в Аргентине
Телевидение – одно из основных средств массовой информации Аргентины. По состоянию на 2019 год доля домохозяйств по стране в собственности которых имеется телевизор составляло 99%, при этом большинство домохозяйств обычно имеют два телевизора. Кабельное телевидение является довольно распространенным: 73,2% домохозяйств имеют кабельное телевидение.
Официальное вещание аргентинского телевидения началось 17 октября 1951 года с открытия государственного канала «Canal 7» (ныне «Televisión Pública»). Она остается сетью с самым большим национальным покрытием, в то время как частные вещательные сети имеют большое количество филиалов в разных городах по всей стране. Аргентина также стала четвертой по величине страной с точки зрения экспорта телевизионных форматов, уступив только США, Нидерландам и Соединенному Королевству.
Система вещательного телевидения Аргентины включает PAL-N для аналогового телевидения и ISDB-T для цифрового телевидения. Половина телевизоров в Аргентине по-прежнему работает с аналоговыми услугами.

## История

### Начало (1945–1959)
Первую лицензию на телевизионную сеть в Аргентине выдали Мартину Тоу в 1945 году, но только для экспериментальной телевизионной передачи. Первая телепередача в Аргентине состоялась 17 октября 1951 года, когда был открыт тогда государственный «Canal 7», разработанный руководителем «Radio Belgrano» Хайме Янкелевичем. Трансляция началась с трансляции последнего публичного выступления Евы Перон и Хуана Перона в День лояльности в 14:20.
Первой телевизионной постановкой стала информационная программа «Primer Telenoticioso Argentino», премьера которой состоялась 20 апреля 1954 года на «Canal 7». Другими важными передачами того времени были кулинарное шоу Jueves Hogareños со знаменитым автором кулинарных книг и телевизионным шеф-поваром Доньей Петроной, первые теленовеллы под управлением «Teleteatro de la Tarde», а затем «Teleteatro para la Hora del Té», юмористическое шоу Тато Бореса «Tato y sus Monólogos» и американское спортивное шоу «Gillette Cavalcade of Sports».
25 ноября 1957 г. был принят декрет-закон № 15460/57, который устанавливал выдачу лицензий, что привело к рождению частного телевидения.

### Расширение (1960–1973)
С 1960 года аргентинское телевидение начало расширяться. 18 апреля 1960 года «Canal 12» (ныне «El Doc») из Кордовы начал вещание, став второй запущенной сетью. В том же году, 9 июня, в Буэнос-Айресе под эгидой «Compañía Argentina de Televisión S.A.» или «Ca-de-te» (Аргентинская телевизионная компания) был запущен «Canal 9», связанной с аргентинской киностудией Emelco и при финансовой поддержке NBC. 1 октября 1960 года «Canal 13» начал вещание под управлением компании «Río de la Plata S.A. TV», основанной кубинским бизнесменом Гоаром Местре и американской сетью CBS. Год спустя, 21 июля 1961 года, Teleonce запустила из Буэнос-Айреса компанию, известную как «Difusión Contemporánea S.A.» (Contemporary Broadcasting S.A.), или DiCon, на короткий период времени, прежде чем принять название Teleonce. Последней общенациональной вещательной сетью, запущенной 25 июня 1966 года, была сеть TeveDos из Ла-Платы.
Несмотря на то, что законодательство страны не разрешало иностранным компаниям участвовать в телевизионном бизнесе, три частные сети в Буэнос-Айресе вначале были связаны с Большой тройкой телевизионных сетей из США как акционеры и эксклюзивные поставщики технологии и контента. NBC работал с «Canal 9», ABC с «Teleonce» и CBS с «Canal 13». Но из-за того, что американские сети не имели должного успеха на рынке программных, они были наконец проданы новым владельцам. В декабре 1963 года «Canal 9» был продан владельцу «Radio Libertad» Алехандро Ромаю. В середине 1960-х годов редакция «Atlántida» и жена Гоарома Местре купили акции «Canal 13», а позже, в 1970 году, «Teleonce» был приобретен Эктором Рикардо Гарсиа, владельцем газеты «Crónica».
Появление частного телевидения в 1960-х годах также означало появление заметных технических достижений: в страну была завезена телевизионная аппаратура американской фирмы «Ampex». Относительная политическая и экономическая стабильность страны привела к резкому увеличению количества аппаратов, специализированных журналов, таких как «Antena», «Canal TV» и «TV Guía», в то время как другие журналы для шоу, такие как «Radiolandia», начали уделять внимание средствам массовой информации и рейтингам. Вскоре они начали показывать программы, которые нравились зрителям: скетч-комедии «Felipe», «Viendo a Biondi» и «Telecómicos»; комедии «Dr. Cándido Pérez», «Señoras», «La Familia Falcón» и «La Nena»; теленовеллы, такие как «El amor tiene cara de mujer» и «Cuatro Hombres para Eva»; и американские шоу, такие как «Беглец», «Бонанза», «Combat!», «Маршрут 66», «Пейтон-Плейс», «Я люблю Люси», «Три балбеса», «Шоу Дика Ван Дайка», «Удивительный мир цвета Уолта Диснея (1961–1969)», «Лесси» и «Приключения Рин Тин Тина».
Другие шоу, такие как Ayer, первый аргентинский документальный сериал, начали показывать в течение десятилетия. Некоторые шоу начали ориентироваться на конкретную целевую аудиторию, например, «Titanes en el ring», «El Capitán Piluso» и «El Flequillo de Balá» для детей; «El Club del Clan» и «Escala Musical» для молодежи; и «Buenas Tardes», «Mucho Gusto» были нацелены на женскую аудиторию. В выходные дни показывали такие шоу, как «Sábados Circulares», «Sábados Continuados», «Sábados de la Bondad» и «Domingos de mi ciudad» (позже переименованный в «Feliz Domingo para la Juventud»). Десятилетие закончилось освещением высадки человека на Луну 20 июля 1969 года и успехом классических шоу, таких как «Los Campanelli», «Telenoche», «Almorzando con Mirtha Legrand» и «La Campana de Cristal».

### Вмешательство государства (1974–1983)

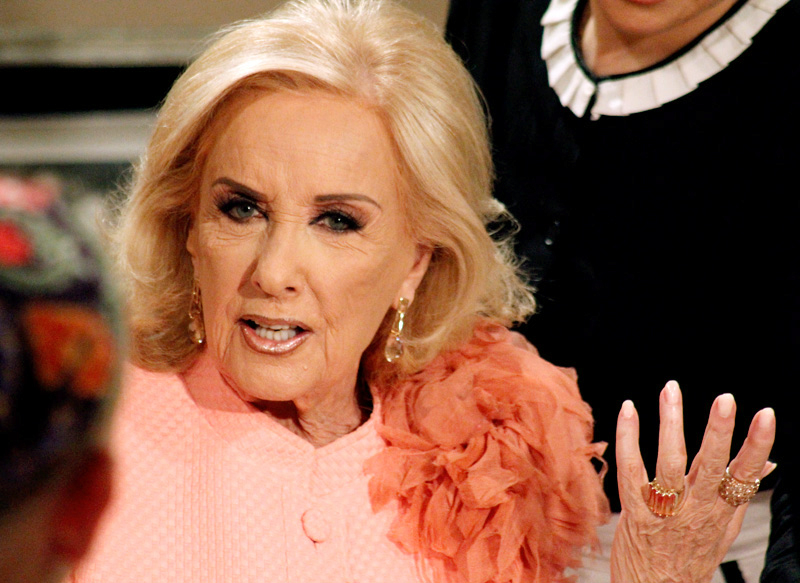
Телепрограмма Almorzando con Mirtha Legrand (ведущая Мирта Легран, на фото), транслируемая с 3 июня 1968 года по настоящее время, стала вторым по продолжительности шоу в Аргентине и одним из самых популярных с момента его премьеры

В 1968 году, правительство заявило, что сетевые лицензии следует продлевать каждые 15 лет, но 8 октября 1973 года лицензии истекли и не были продлены, поэтому «Canal 9», «Teleonce» и «Canal 13» оказались в нестандартной ситуации. Правительство вмешалось в частные сети, сначала частично, а затем полностью, в соответствии с постановлением правительства Марии де Перон от 26 сентября 1974 года, в котором утверждалось, что Аргентина не в состоянии иметь коммерческие сети и что телевидение должно было принять модель, аналогичную европейской, с преобладанием государственных институтов.
После государственного переворота 1976 года и установления военно-гражданской диктатуры генерала Хорхе Виделы, ранее частные телеканалы перешли под контроль Вооруженных сил: «Canal 9» (армия), «Canal Once» (военно-воздушные силы) и «Canal 13» (военно-морской флот). В период диктатуры осуществлялись цензура и преследования оппозиционно-настроенных людей, таких как Норма Алеандро, Эктор Альтерио, Карлос Карелла, Хуан Карлос Джене, Нача Гевара, Виктор Лаплас, Федерико Луппи, Барбара Мухика, Луис Политти, Марилина Росс, Ирма Рой и Дэвид Стивел, а такие шоу, как «El Chupete» и «Déle Crédito a Tato» были удалены из расписания.
Поскольку Аргентина была выбрана для проведения чемпионата мира по футболу 1978 года, подготовка к запуску цветного телевидения началась с принятия системы PAL. Это привело к изменению названия (3 мая 1979 года) «Canal 7» на «Argentina Televisora Color» (Аргентинское цветное телевидение), сокращенно ATC. Позднее официальное открытие цветных передач было успешно проведено 1 мая 1980 года.

### Возвращение частных сетей (1984–1999)
Лицензирование коммерческих сетей началось после восстановления демократии в Аргентине. 25 мая 1984 года Алехандро Ромай вернулся к собственному «Canal 9», а «Canal 2» был отдан Хосе Ирусте Корнету, который в период с 1987 по 1988 год был связан с Эктором Рикардо Гарсиа. Что касается «Canal Once» и «Canal 13», их лицензии были признаны недействительными, поскольку не было заинтересованных компаний, и, следовательно, они продолжали находиться под управлением правительства во время президентства Рауля Альфонсина, позже, 20 декабря 1989 года была приватизирована президентом Карлосом Менемом. «Canal Once» в конечном итоге был приобретен издательством «Atlántida» и позже переименован в «Telefe», а «Canal 13» был передан «Artear». 15 апреля 1991 года «Canal 2» был приобретен Эдуардо Эрнекианом и переименован в «América Te Ve».
В течение 1980-х годов наиболее популярными комедийными скетч-шоу и сериалами на аргентинском телевидении были: No Toca Botón, Calabromas, Hiperhumor, Mesa de Noticias, Las Mil y Una de Sapag, Operación Ja-Ja and Las Gatitas y Ratones de Porcel, Badía y Compañía, La Noche del Domingo, Finalísima del Humor, Seis para Triunfar, Atrévase a Soñar и Hola Susana; молодежная теленовелла Clave de Sol, и американские сериалы «Команда «А»», «Diff'rent Strokes» и «Рыцарь дорог».
С 1989 года разрешено использование спутникового телевидения. Это стало одним из основных предложений кабельного телевидения, которое начало свое развитие.
Известные шоу 1990-х годов включали теленовеллы «Vulnerables» и «Poliladron», комедийный семейный телесериал «Няня», игровое шоу «Это нокаут», развлекательные шоу «Videomatch» и PNP (Perdona Nuestro Pecados), ток-шоу La Biblia y el Calefón и Caiga Quien Caiga, детские шоу El Show de Xuxa, Jugate conmigo и «Детвора», подростковые драмы «Montaña Rusa» и «Беверли-Хиллз, 90210», комедии «La Familia Benvenuto» и «Пинки и Брейн», а также мини-сериал ужасов «Эль Гаранте».
25 сентября 1998 г. «Canal 13», после принятия стандартов ATSC постановлением правительства стала первой сетью, которая проводила экспериментальные передачи цифрового телевидения высокой четкости.

### Современная эпоха (2000 – настоящее время)
Начиная с 2000-х годов на телевидении появлялись различные реалити-шоу, такие как «Большой брат», «Star Academy», «Popstars» и «Танцы со звёздами». Теленовеллы по-прежнему занимали важное место на телевидении, а зарубежные теленовеллы успели достучаться до широкой аудитории. Позже сети начали переходить на высокое разрешение и выходить в эфиры через социальные сети.
В течение 2000-х такие шоу, как Showmatch, La Noche del 10, No hay 2 sin 3, Duro de Domar, Resistiré, Gran Hermano, Operación Triunfo, Мятежный дух, Son Amores, Флорисьента, Sin Código и Casi Ángeles, считались хитами десятилетия.
В апреле 2006 года министр связи издал Резолюцию 4/2006, которым была создана комиссия по изучению и анализу систем цифрового телевидения. Эта комиссия изучает доступные системы с учетом достигнутых технических достижений и дает рекомендацию касательно стандарта. Одной из задач этой комиссии является рассмотрение, помимо конкретных технических преимуществ, других факторов, таких как инвестиции, создание рабочих мест, передача технологий и социальная интеграция. Предполагалось, что выбор стандарта послужит инструментом для социально-экономического развития страны. В 2009 году министр связи отменил резолюцию 1998 года и рекомендовал принять японский стандарт цифрового телевидения. Таким образом была создана «Аргентинская система цифрового наземного телевидения», основанная на стандарте ISDB-T. Кроме того, начиная с 2008 года, кабельный оператор Cablevisión и спутниковый оператор DirecTV (Vrio Corp.) первыми предложили услуги телевидения высокой четкости с использованием стандарта ATSC с цифровыми видеорекордерами.
В 2009 году по распоряжению правительства была создана программа Fútbol para Todos. На нем были представлены футбольные матчи турниров чемпионата Аргентины по футболу, Примера B Насьональ и Кубок Аргентины по футболу, а также матчи Кубок Либертадорес и Южноамериканский кубок с участием команд из Аргентины, а также некоторые матчи национальной сборной страны. В основном это шоу транслировалось на Televisión Pública, начиная с 2016 года шоу транслировалась по другим основным сетям. Программа завершилась 27 июня 2017 года, после того как Ассоциация футбола Аргентины продала права на игры компаниям Fox Sports и Turner.
Самыми популярными шоу в 2010-х годов являются: «Showmatch», «Almorzando con Mirtha Legrand», «Peligro: Sin Codificar» Сусаны Хименес и «Peter Capusotto y Sus Videos», теленовеллы «Graduados», «Только ты», «Malparida», «Надежда моя», «Educando a Nina», «100 Días para Enamorarse» и «Argentina, Tierra de Amor y Venganza», драмы «Historia de un Clan», «Para Vestir Santos», «El Hombre de tu Vida», «El Puntero», «El Marginal», «Un Gallo para Esculapio» и «Sandro de América», реалити-шоу «Bake Off Argentina», «Big Brother», «Perdidos en la Tribu» и «La Voz Argentina», ток-шоу «Intrusos» и «AM, Antes del Mediodía», игровое шоу «A Todo o Nada» и кулинарное шоу «Cocineros Argentinos». Иностранные теленовеллы стали занимать больше времени в расписаниях сетей, например, «Проспект Бразилии», «Любовь к жизни», « Тысяча и одна ночь», «В чём вина Фатмагюль?» и « Десять заповедей» – одно из самых популярных шоу десятилетия. «Esperanza Mía» стала первым аргентинским шоу, снятым в ультра-высоком разрешении в 2015 году.

## Телеканалы и сети

### Телевизионное вещание
В Аргентине существует «децентрализованная», ориентированная на рынок телевизионная система, особенно в том, что касается телевизионного вещания. В стране действует национальная служба общественного телевидения (Televisión Pública). На местных медийных рынках есть свои собственные телевизионные станции, которые могут быть связаны с телевизионной сетью или принадлежать ей и управляться ею. Станции могут подписывать соглашения о присоединении к одной из национальных сетей для получения местных прав на передачу их программ.

#### Основные вещательные сети
| Сеть               | Дата запуска     | Тип          | Владелец                           | Оператор                            |
| ------------------ | ---------------- | ------------ | ---------------------------------- | ----------------------------------- |
| Televisión Pública | 17 октября, 1951 | Общественный | Правительство Аргентины            | Radio y Televisión Argentina S.E.   |
| El Nueve           | 9 июня, 1960     | Частный      | Grupo Octubre                      | Telearte S.A.                       |
| El Trece           | 1 октября, 1960  | Частный      | Clarín Group                       | Arte Radiotelevisivo Argentino S.A. |
| Telefe             | 21 июля, 1961    | Частный      | ViacomCBS                          | Televisión Federal S.A.             |
| América            | 25 июня, 1966    | Частный      | Grupo América & Claudio Belocopitt | América TV S.A.                     |
| Net TV             | 1 октября, 2018  | Частный      | Частный                            | Kuarzo Entertainment Argentina      |

### Кабельное и спутниковое телевидение
В конце 1950-х годов телевизионное вещание не охватывало большинство городов страны. Поэтому группа предпринимателей решила предоставить жителям всех провинций доступ к телевидению, что было привилегией Буэнос-Айреса и нескольких городов Аргентины.
Первой вехой в развитии кабельного телевидения стал ноябрь 1963 года, когда в окрестностях Виллы Кабрера в Кордове была запущена служба кабельного телевидения с радиусом действия 4 км. За этим последовал проект Sonovisión в Сальте, который с 1963 по 1965 год охватил 700 подписчиков. Эти инициативы были быстро воспроизведены через замкнутые цепи и общественные антенны. Подсчитано, что к 1966 году уже работало около 30 систем, и большинство из них были собраны с использованием технологий отечественного производства; а к 1970 году уже 31 городов страны имели системы кабельного телевидения.
Позже, после почти десятилетней приверженности развитию сектора, система телевидения замкнутого контура и общественные антенны получили признание со стороны правительства в "Национальном законе о телекоммуникациях", принятом в 1972 году.
В 1980-х годах система кабельного телевидения достигла 1,000 операторов, приблизительно с 300,000 абонентов в Буэнос-Айресе и 2 миллионами абонентов по всей стране.
В 1990-х годах, с появлением таких компаний, как DirecTV (Vrio Corp.) спутниковое телевидение начало работать по всей стране.
В 2007 году правительство санкционировало слияние двух крупнейших компаний кабельного телевидения в стране: Cablevisión и Multicanal, в результате чего компания стала крупнейшим поставщиком кабельного телевидения с 47% доли на рынке.